# District de Szolnok
Le district de Szigetvár (en hongrois : Szigetvári járás) est un des 10 districts du comitat de Baranya en Hongrie. Créé en 2013, il compte 118 245 habitants et rassemble 18 localités : 13 communes et 5 villes dont Szolnok, son chef-lieu.
Cette entité existait déjà auparavant : elle a été mise en place en 1923 sous le nom de District Central (Központi járás) puis est devenu District de Szolnok en 1950. Il a été supprimé lors de la réforme territoriale de 1983.

## Localités
- Besenyszög
- Csataszög
- Hunyadfalva
- Kőtelek
- Martfű
- Nagykörű
- Rákóczifalva
- Rákócziújfalu
- Szajol
- Szolnok
- Szászberek
- Tiszajenő
- Tiszasüly
- Tiszavárkony
- Tószeg
- Újszász
- Vezseny
- Zagyvarékas